# Rinencefalo
In anatomia, il rinencefalo (dal greco, ῥίς, rhis = "naso", ed ἐγκέφαλος, enkephalos = "cervello") indica la parte del cervello coinvolta nell'olfatto. Forma la paleocorteccia ed è rudimentale nell'uomo.

## Componenti
Il termine rinencefalo è stato usato per descrivere diverse strutture. Una definizione include il bulbo olfattivo, il tratto olfattivo, il nucleo olfattivo anteriore, la sostanza perforata anteriore, le strie olfattive mediale e laterale e parti dell'amigdala e l'area prepiriforme. Alcune fonti includono altre aree del cervello coinvolte nella percezione degli odori, ma le aree cerebrali che ricevono fibre solamente dal bulbo olfattivo sono limitate a quelle della paleocorteccia.

## In altre specie
Lo sviluppo del rinencefalo varia da specie a specie. Nell'uomo è rudimentale. Una piccola area in cui il lobo frontale incontra il lobo temporale e l'area della corteccia sull'uncus del giro paraippocampale (entrambe parte della corteccia olfattiva) hanno una struttura diversa da quella del resto del telencefalo (cosiddetta allocorteccia) e sono filogeneticamente più antiche (cosiddetta paleocorteccia).